# Caponina longipes
Espèce
Caponina longipes est une espèce d'araignées aranéomorphes de la famille des Caponiidae.

## Distribution
Cette espèce est endémique du Venezuela.

## Description
La femelle holotype mesure 4 mm.

## Taxinomie
Pour Platnick, cette espèce n'appartient pas à Caponina.

## Publication originale
- Simon, 1893 : Arachnides. Voyage de M. E. Simon au Venezuela (décembre 1887 - avril 1888). 21e Mémoire. Annales de la Société Entomologique de France, vol. 61, p. 423-462 (texte intégral).